# Réseau Estival
Réseau Estival est un réseau de transport en commun de l'île de La Réunion, département d'outre-mer français dans le sud-ouest de l'océan Indien. Exploité par la Communauté Intercommunale Réunion Est depuis et créée le 1er février 2014 par la SEM ESTIVAL. Auparavant, la structure existait sous forme de Régie de Transport appelée la Régie des Transports de l’Est (RTE) qui avait été créée le 1er juillet 2005. Il dessert les communes de Saint-André, Bras-Panon, La Plaine-des-Palmistes, Saint-Benoît, Sainte-Rose et Salazie dans l'est.

## Matériel
Le réseau est constitué principalement de Mercedes-Benz Citaro LE Ü, Solaris Urbino 12 et quelques mini bus.

## Réseau

### Lignes intercommunale
- Ligne 1 : École Quartier Français – Sainte-Suzanne ↔ Gare Routière de Saint-André ↔ Bras-Panon ↔ Pôle Sanitaire - Saint-Benoît

### Lignes de Bras-Panon
- Ligne 1 : École Quartier Français – Sainte-Suzanne ↔ Gare Routière Saint-André ↔ Bras-Panon ↔ Pôle Sanitaire - Saint-Benoît
- Ligne 2 : Lot. Ruth ↔ Bellevue ↔ Paniandy↔ Refuge ↔ C.C Leclerc↔ Centre-ville ↔ Rivière des Roches ↔ Snook
- Ligne TAC : Transport à la demande sur Bras-Panon en complémentaire de la ligne 2.

### Lignes de Saint-Benoît
- Ligne 1 : École Quartier Français – Sainte-Suzanne ↔ Gare Routière Saint-André ↔ Bras-Panon ↔ Pôle Sanitaire - Saint-Benoît
- Ligne 11 : Chemin Vabois ↔ La Confiance ↔Gare Routière Saint-Benoît
- Ligne 12 : L’Olympe ↔ L’Abondance ↔ Gare Routière Saint-Benoît
- Ligne 13 : Chemin Carron ↔ Bourbier ↔ Gare Routière Saint-Benoît ↔ Butor ↔ Chemin Sévère
- Ligne 14 : Cratère ↔ Gare Routière Saint-Benoît
- Ligne 15A : Chemin Millecols ↔ Bras Fusil ↔ Gare Routière Saint-Benoît
- Ligne 15B : Chemin Millecols ↔ Bras Canot ↔ Bras Fusil ↔ Gare Routière Saint-Benoît
- Ligne 16 : La Confiance ↔ Gare Routière Saint-Benoît
- Ligne 17 : Chemin de Cap ↔ Gare Routière Saint-Benoît
- Ligne 18 : Cambourg ↔ Sainte-Anne ↔ Gare Routière Saint-Benoît
- Ligne 19 : Petit Saint-Pierre ↔ Sainte-Anne ↔ Gare Routière Saint-Benoît
- Ligne 20 : Chemin Furcy Pitou ↔ Beauvallon ↔ Rivière des Roches ↔ Gare Routière Saint-Benoît
- Ligne 49 : Bois-Blanc – Sainte-Rose ↔ Gare Routière Saint-Benoît
- Ligne 65 : Piton des Songes ↔ Mairie Plaine des Palmistes ↔ Gare Routière de Saint-Benoît

### Lignes de Saint-André
- Ligne 1 : École Quartier Français – Sainte-Suzanne ↔ Gare Routière Saint-André ↔ Bras-Panon ↔ Pôle Sanitaire - Saint-Benoît
- Ligne 30 : Sarabé ↔ Bras des Chevrettes ↔ Gare Routière Saint-André
- Ligne 31 : Hermitage ↔ Bras des Chevrettes ↔ Gare Routière Saint-André
- Ligne 32 : Le Réduit ↔ Dioré ↔Milles Roches ↔  Gare Routière Saint-André
- Ligne 33 : Centre Municipal Cambuston ↔ Chemin de l’Étang ↔Chemin du Centre ↔ Gare Routière Saint-André
- Ligne 34 : Colosse ↔ Chemin Brunet ↔  Gare Routière Saint-André
- Ligne 35 : Chemin des Limites ↔  Gare Routière Saint-André
- Ligne 36 : Camp Neuf ↔ Cambuston ↔  Gare Routière Saint-André
- Ligne 37 : Gare Routière Saint-André ↔ Case Latchoumaya ↔ Tournant Vidot ↔ Gare Routière Saint-André
- Ligne 38 : Stade Champ Bornes ↔ Gare Routière Saint-André
- Ligne 39 : Bel Ombre ↔ Gare Routière Saint-André
- Ligne 40 : Chemin des Limites ↔ Chemin Jeanson ↔ Andropolis ↔ Gare Routière Saint-André
- Ligne 41 : Chemin Jeanson ↔ Ravine Creuse ↔ Cressonnière ↔ Gare Routière Saint-André
- Ligne 42 : Rivière du Mât les bas ↔ Lot. Rio ↔ Andropolis ↔ Gare Routière Saint-André
- Ligne 43 : Carré Fayard ↔ Andropolis ↔ Gare Routière Saint-André
- Ligne 44 : Gare Routière Saint-André ↔ Pente Sassy ↔ Cressonnière ↔ Cité Lamarque ↔ Centre Médical ↔ Gare Routière Saint-André
- Ligne 82 : Gare routière de Saint-André ↔ Mairie de Salazie ↔ Grand-Îlet ↔ Le Bélier
- Ligne 83 : Îlet à Vidot – Hell-Bourg ↔ Mairie de Salazie ↔ Gare Routière Saint-André

### Lignes de Sainte-Rose
- Ligne 48 : Pont de la Rivière de l’Est ↔ Chemin cage aux lions
- Ligne 49 : Bois-Blanc – Sainte-Rose ↔ Gare Routière Saint-Benoît

### Lignes de la Plaine des Palmistes
- Ligne 64 : Piton des Songes ↔ Mairie Plaine des Palmistes (boucles)
- Ligne 65 : Piton des Songes ↔ Mairie Plaine des Palmistes ↔ Gare Routière de Saint-Benoît

### Lignes de Salazie
- Ligne 81 : Bé-Cabot ↔ Mare à Martin ↔ Grand-Îlet
- Ligne 82 : Gare routière Saint-André ↔ Mairie de Salazie ↔ Grand-Îlet ↔ Le Bélier
- Ligne 82C : Le Bélier ↔ Chemin Marla ↔ Col des Bœufs
- Ligne 83 : Îlet à Vidot – Hell-Bourg ↔ Mairie de Salazie ↔ Gare Routière Saint-André
- Ligne 84 : Îlet-Bananiers ↔ Chemin Papaya ↔ Mairie de Salazie

## Mode de gestion
Le réseau ESTIVAL est exploité par le SEM ESTIVAL, mandataire du groupement momentané d'entreprise CAR'EST. ESTIVAL est titulaire d'une DSP attribuée par la CIREST d'une durée de 8 ans à partir du 1er février 2014.

## Tarification
Le ticket de base permettant de naviguer deux heures dans un bus du réseau s'achète 1,80 € à bord, et 1,50€ dans les points de vente fixes. Pour les enfants de 3 à 11 ans et personnes âgées de 60 ans et plus, c'est à 0,80 €. Pour les enfants de moins de 3 ans, c'est gratuit.
Le Carnet de 10 tickets est à 11 €.
Plusieurs formules d'abonnement permettent de rendre accessible à tous le transport collectif.
- Le Pass mensuel à 38€
- Le Pass Job Mensuel destiné aux demandeurs d'emploi. Validité mensuelle, 20 €.
- Le Pass Jeune -26 ans. Validité mensuelle à 20 €, trimestrielle à 30 €, annuelle à 70 €.
- Le Pass Accès Mensuel (PMR<50%) à 35€.
- Le Pass Activ Annuel (pers de 60 à 65 ans) à 35€.
- Carte étudiant annuel (Réuni Pass) à 50 €.
- Carte senior (Réuni Pass) gratuite, disponible selon critères.

La carte de libre circulation est valable sur le réseau et les réseaux Car jaune, Citalis, Alternéo, CarSud et Kar'Ouest.

## Annexe
- Communauté intercommunale de La Réunion Est.
- Liste des réseaux interurbains de France
- Citalis, Alternéo, CarSud, Kar'Ouest et Car Jaune